# Joseph Louis Corbin
Pour les articles homonymes, voir Corbin.
Joseph Louis Corbin, né le 2 février 1792 à Rennes et mort le 29 novembre 1859 à Mosnes, est un militaire français.

## Biographie
Son père, enseigne de vaisseau, servit sous la République et l'Empire, et fit partie de la marine de la garde. À la bataille de Bautzen, ayant eu un commandement dans l'artillerie de marine, qui, dans cette journée, acquit tant de gloire, il reçut trois blessures et mourut peu de jours après.
Le jeune Corbin sortit du lycée Napoléon en 1810, à l'âge de 17 ans, pour entrer dans les vélites, chasseurs à cheval, de la garde impériale; mais son peu de fortune lui laissant peu d'espoir d'avoir de l'avancement dans la cavalerie, il entra dans l'infanterie. Sous-lieutenant au 132e de ligne en 1813, il passa par tous les grades et fut promu colonel du 17e d'infanterie légère, le 18 mai 1833.
Le colonel Corbin fit la guerre six ans en Afrique et prit part à toutes les expéditions. Plus d'une fois on lui confia le commandement d'une brigade.
Au siège de Constantine en 1837, il commanda une des colonnes d'assaut, et lorsque les colonels Combes et Lamoricière furent mis hors de combat, le maréchal Vallée lui remit le commandement des troupes, qui marchèrent à la brèche, et de celles qui étaient déjà dans la place. Après une heure et demie de combat dans l'intérieur de la ville, pendant lesquelles il eut plusieurs officiers tués et blessés près de lui, M. Corbin s'empara des quartiers principaux, vainquit l'ennemi sur tous les points, et vint annoncer au général en chef la soumission entière de la garnison et des habitants.
Proposé, pour la seconde fois, pour le grade de maréchal de camp, il fut refusé sous prétexte qu'il était trop jeune. On lui accorda seulement la croix de commandeur de la Légion-d'Honneur qu'il avait gagnée sur la brèche d'une place emportée d'assaut.
Le 22 novembre 1839, il fut enfin promu au grade de général de brigade.
Il commande par la suite une brigade d'infanterie à Paris.

## Source
« Joseph Louis Corbin », dans Charles Mullié, Biographie des célébrités militaires des armées de terre et de mer de 1789 à 1850, 1852 [détail de l’édition]